# Flóra Kádár
Flóra Kádár, pseudonimo di Flóra Horcsák (Budapest, 4 agosto 1928 – Budapest, 3 gennaio 2003), è stata un'attrice e doppiatrice ungherese.

## Biografia
Nata a Budapest ma cresciuta a Péteri, dopo il divorzio dei genitori nel 1941 si trasferì a Keszthely dove alle scuole superiori  ebbe le prime esperienze di recitazione. Si iscrisse quindi all'Università di teatro e cinematografia di Budapest dove si diplomò nel 1953. 
Svolse inizialmente un'intensa attività teatrale, a cui affiancò quella cinematografica e quindi anche televisiva. Divenne membro permanente dell'ensemble del Teatro Nazionale di Seghedino, del Teatro Kisfaludy di Győr e del Teatro Madách di Budapest.
Al cinema ricoprì ruoli per lo più secondari; fu molto attiva anche come doppiatrice.
Lavorò con tutti i più noti registi ungheresi compresi i premi Oscar Zoltán Fábri e István Szabó. Diretta da quest'ultimo interpretò Sophie, la sorella del protagonista nel film Il colonnello Redl (Redl ezredes) del 1985, forse la parte con maggior risalto internazionale della sua carriera.

## Vita privata
Aveva una sorella gemella di nome Sára. Sposò Péter Fischer, conosciuto all'università di cinematografia dove lei studiava per diventare attrice e lui direttore della fotografia. Dal matrimonio non nacquero figli. La coppia divorziò e, a seguito della rivoluzione ungherese del 1956, Fischer emigrò in Gran Bretagna dove assunse il nome di Peter Fisher ed ebbe grande successo come fotografo.

## Filmografia parziale

### Cinema
- Vihar, regia di Zoltán Fábri (1952)
- Ifjú szívvel, regia di Márton Keleti (1953)
- 2x2 néha 5, regia di György Révész (1955)
- Carosello di festa (Körhinta), regia di Zoltán Fábri (1956)
- Az özvegy és a százados, regia di György Palásthy (1967)
- A völgy, regia di Tamás Rényi (1968)
- Az utolsó kör, regia di Viktor Gertler (1968)
- Az örökös, regia di György Palásthy (1969)
- Domenica delle palme (Virágvasárnap), regia di Imre Gyöngyössy (1969)
- Csak egy telefon, regia di Frigyes Mamcserov (1970)
- Film d'amore (Szerelmesfilm), regia di István Szabó (1970)
- Hekus lettem, regia di Tamás Fejér (1972)
- Déryné hol van?, regia di Gyula Maár (1975)
- Adozione (Örökbefogadás), regia di Márta Mészáros (1975)
- Árvácska, regia di László Ranódy e Gyula Mészáros (1976)
- Tükörképek, regia di Rezsö Szörény (1976)
- Amerikai cigaretta, regia di János Dömölky (1977)
- Angi Vera, regia di Pál Gábor (1979)
- Kojak Budapesten, regia di Sándor Szalkay (1980)
- Cserepek, regia di István Gaál (1981)
- Requiem, regia di Zoltán Fábri (1981)
- La rivolta di Giobbe (Jób lázadása), regia di Imre Gyöngyössy e Barna Kabay (1983)
- Szegény Dzsoni és Árnika, regia di András Sólyom (1983)
- Vérszerződés, regia di György Dobray (1983)
- Visszaesők, regia di Zsolt Kézdi-Kovács (1983)
- Hanyatt-homlok, regia di György Révész (1983)
- Felhőjáték, regia di Gyula Maár (1984)
- Il colonnello Redl (Redl ezredes), regia di István Szabó (1985)
- Akli Miklós, regia di György Révész e László Bánk (1986)
- Doktor Minorka Vidor nagy napja, regia di András Sólyom (1987)
- Malom a pokolban, regia di Gyula Maár (1984)
- Szeleburdi vakáció, regia di György Palásthy (1987)
- Kiáltás és kiáltás, regia di Zsolt Kézdi-Kovács (1988)
- Hótreál, regia di Ildikó Szabó (1988)
- Soha, sehol, senkinekǃ, regia di Ferenc Téglássy (1988)
- Sztálin menyasszonya, regia di Péter Bacsó (1991)
- Halálutak és angyalok, regia di Zoltán Kamondi (1991)
- Roncsfilm, regia di György Szomjas (1992)
- Erózió, regia di András Surányi e Edit Kõszegi (1992)
- Vörös vurstli, regia di György Molnár (1992)
- Hoppá, regia di Gyula Maár (1993)
- Sose halunk meg, regia di Róbert Koltai (1993)
- Halál sekély vízben, regia di Imre Gyöngyössy e Barna Kabay (1994)
- Mesmer, regia di Roger Spottiswoode (1994)
- All Men Are Mortal, regia di Ate de Jong (1995)
- A tanévzáró, regia di Béla Somhegyi - cortometraggio (1998)
- Közel a szerelemhez, regia di András Salamon (1999)
- Sunshine (A napfény íze), regia di István Szabó (1999)

### Televisione
- Postaláda, regia di László Nemere - film TV (1967)
- Rózsa Sándor - serie TV, 2 episodi (1971)
- Családi kör - serie TV, 6 episodi (1978-90)
- Hívójel, regia di László Nemere - film TV (1980)
- Fehér rozsda, regia di Éva Zsurzs - film TV (1983)
- Szent Kristóf kápolnája, regia di László Nemere - film TV (1983)
- Kismaszat és a Gézengúzok, regia di Miklós Markos (1984)
- Csere Rudi, regia di Tamás Fejér - film TV (1988)
- Szomszédok - serie TV, 2 episodi (1991-95)
- Maigret - serie TV, 2 episodi (1992-93)